# ATAG
ATAG is een merknaam van twee Nederlandse bedrijven, een fabrikant van verwarmingsapparatuur in Lichtenvoorde en een leverancier van keukenapparatuur in Duiven. Het bedrijf stamt oorspronkelijk uit het Gelderse Ulft; de merknaam bestaat uit de initialen van de oprichters Anton Tijdink en Anton van Goor. Het bedrijf werd in 1948 opgericht. 
ATAG's oorsprong ligt in de Achterhoek, een streek die eeuwenlang de Nederlandse gietijzerindustrie van ‘oer’, een soort ijzererts, voorzag. Na de Tweede Wereldoorlog, tijdens de wederopbouw, ontstond veel behoefte aan functionele, degelijke kookapparatuur. ATAG ging van start in een voormalige ijzergieterij en produceerde gaskomforen en gasfornuizen. Van Goor verliet al snel het bedrijf, maar Tijdink bleef tot 1979 aan als directeur.

## Holding
Het bedrijf groeide sterk in de jaren tachtig van de 20e eeuw. Naast eigen groei door ontwikkeling van nieuwe apparatuur zoals inductiekookplaten en stoomovens waren overnames voor het grootste verantwoordelijk voor de groei van Atag Holding nv. Zo werd  Pelgrim Keukenapparatuur uit het naburige Gaanderen overgenomen en daarmee ook de dochteronderneming Neerlandia. In 1986 volgde de overname van de Batavus-fietsenfabriek, samen met de Noordelijke Ontwikkelingsmaatschappij maar in 1987 al een 100% dochter. Het aantal personeelsleden nam van 1982 tot 1987 toe van 320 tot 920. In 1987 volgde een beursgang. De Holding bevatte vervolgens midden jaren negentig 5 hoofdgroepen: ATAG Cycle Group, ATAG Heating Group, ATAG Industrial Group, ATAG Kitchen Group en ATAG Taps & Fittings Group. Het aantal personeelsleden schommelde nogal, van 1520 in 1990, via 2007 in 1992 naar 1854 in 1994. In 1995 nam ATAG de verwarmingsproducent Seppelfricke (Gelsenkirchen) over, naast de fietsenfabriek Nürnberger Hercules Werke (Neurenberg) en het failliete Wamsler (keuken- en verwarmingsapparatuur, München). Ook nam het een belang in Luigjes Zonne-Energie te Barneveld. De verlichtingsdivisie, Happy Light, daarentegen werd van de hand gedaan. Aan de wat onstuimige groei kwam eind jaren negentig een einde door ernstige tegenslagen, onder meer door managementfouten en automatiseringsproblemen. Het concern viel uiteen waarbij ATAG Verwarming en ATAG Benelux na 2000 als zelfstandige ondernemingen verder gingen.

## ATAG Verwarming
ATAG Verwarming Nederland is fabrikant en leverancier van warmtepompen, cv-toestellen en zonne-energiesystemen. Ze richt zich op zowel de consumenten- als de zakelijke markt. De verwarmingstoestellen worden in veel Europese landen verkocht. Het hoofdkantoor is gevestigd in Lichtenvoorde; het bedrijf heeft ruim 200 medewerkers. Sinds 2014 maakt ATAG Verwarming deel uit van de Italiaanse Ariston Group.

## ATAG Benelux
ATAG Benelux verkoopt in de Benelux producten van drie keukenapparatuurmerken en twee witgoedmerken: ASKO, ATAG, Pelgrim, Hisense en ETNA. Het bedrijf telt meer dan 500 medewerkers en heeft het hoofdkantoor te Duiven bij Arnhem. Het werd in 2008 onderdeel van de Gorenje Group uit Slovenië. Na  overname van Gorenje door het Chinese Hisense in 2018 behoort ATAG Benelux tot de in vele landen actieve Hisense Group. Sinds 2019 verzorgt ATAG Benelux de distributie van Hisense televisies en koel-vriescombinaties.